# کاکل‌خروسی گینه‌ای
کاکل‌خروسی گینه‌ای (نام علمی: Rupicola rupicola) نام یک گونه از سرده کاکل‌خروسی‌ها است.